# Sineruga
Sineruga is een geslacht van uitgestorven kreeftachtigen uit de klasse van de Ostracoda (mosselkreeftjes).

## Soort
- Sineruga insolita Perrier, 2012 †